# واتسلاف یژک
واتسلاف یِژِک (به چکی: Václav Ježek) (زادهٔ ۱ اکتبر ۱۹۲۳ - درگذشتهٔ ۲۷ اوت ۱۹۹۵) مربی فوتبال اهل چکسلواکی بود.
او به‌عنوان سرمربی، سابقهٔ قهرمانی در جام ملت‌های اروپا ۱۹۷۶ با تیم ملی فوتبال چکسلواکی را در کارنامه دارد.